# Mia Jalkerud
Mia Jalkerud, född 5 november 1989 i Enskede församling i Stockholms län, är en svensk fotbollsspelare. Hon har spelat större delen av sin karriär för Djurgårdens IF i Damallsvenskan. Hennes moderklubb är Enskede IK.
Jalkerud är yngre halvsyster till ishockeyspelaren Jimmie Ölvestad.

## Karriär
I mars 2020 meddelade Jalkerud att hon tog en paus från fotbollen. Den 7 januari 2021 värvades Jalkerud av norska Arna-Bjørnar. I augusti 2021 värvades hon av Eskilstuna United. I november 2021 förlängde Jalkerud sitt kontrakt med ett år.